# جبريل كول
جبريل كول (بالإنجليزية: Gabriel Cole) هو منافس ألعاب قوى أسترالي، ولد في 15 يناير 1992 في Malvern, Victoria ‏ في أستراليا.

## روابط خارجية
- جبريل كول على موقع النتائج التاريخية لألعاب القوى الأسترالية (الإنجليزية)
- جبريل كول على موقع Paralympic.org (الإنجليزية)
- جبريل كول على موقع اللجنة البارالمبية الأسترالية (الإنجليزية)
- جبريل كول على موقع اتحاد ألعاب الكومنولث (مؤرشف) (الإنجليزية)